# Lista de bispos anglicanos que se converteram ao Catolicismo
Esta é uma lista de notáveis bispos anglicanos que se converteram à Igreja Católica.
Uma definição ampla de 'Anglicano' é empregada aqui, incluindo igrejas dentro da Comunhão Anglicana, mas também aquelas do movimento Anglicano Contínuo que se formou após controvérsia sobre várias reformas teológicas e doutrinárias atuais ou propostas, como a ordenação de mulheres. Essas reformas teriam estimulado bispos individuais a deixarem suas próprias igrejas para se juntarem à Igreja Católica.
| Nome                          | Data de conversão | Igreja(s) anterior(es)                                                                  | Notas                                                                                                  |
| ----------------------------- | ----------------- | --------------------------------------------------------------------------------------- | --- |
| John Clement Gordon           | 1702 (circa)      | Igreja da Escócia                                                                       | Bispo de Galloway, 1688–1689                                                                           |
| Levi Silliman Ives            | 1852              | Igreja Episcopal                                                                        | Bispo da Carolina do Norte, 1831–1852                                                                  |
| Frederick Joseph Kinsman      | 1919              | Igreja Episcopal                                                                        | Bispo de Delaware, 1908–1919                                                                           |
| Peter Francis Watterson       | 1984              | Movimento Anglicano Contínuo                                                            | |
| Graham Douglas Leonard        | 1994              | Igreja da Inglaterra                                                                    | Bispo de Willesden, 1964–1973 Bispo de Truro, 1973–1981 Bispo de Londres, 1981–1991                    |
| Conrad John Eustace Meyer     | 1994              | Igreja da Inglaterra                                                                    | Bispo de Dorchester, 1979–1988                                                                         |
| Cecil Richard Rutt            | 1994              | Igreja da Inglaterra                                                                    | Bispo de Daejeon, 1968–1974 Bispo de St Germans, 1974–1979 Bispo de Leicester, 1979–1990               |
| Clarence Cullam Pope          | 1995              | Igreja Episcopal                                                                        | Bispo de Fort Worth, 1986–1995                                                                         |
| Charles John Klyberg          | 1996              | Igreja da Inglaterra                                                                    | Bispo de Fulham, 1985–1996                                                                             |
| John Bailey Lipscomb          | 2007              | Igreja Episcopal                                                                        | Bispo de Southwest Florida, 1997–2007                                                                  |
| Jeffrey Neil Steenson         | 2007              | Igreja Episcopal                                                                        | Bispo de Rio Grande, 2004–2007                                                                         |
| Paul Richardson               | 2009              | Igreja da Inglaterra Igreja Anglicana de Papua Nova Guiné Igreja Anglicana da Austrália | Bispo de Aipo Rongo, 1987–1995 Bispo de Wangaratta, 1995–1997 Bispo Assistente de Newcastle, 1998–2009 |
| Ross Owen Davies              | 2010              | Igreja Anglicana da Austrália                                                           | Bispo de The Murray, 2002–2010                                                                         |
| Andrew Burnham                | 2011              | Igreja da Inglaterra                                                                    | Bispo de Ebbsfleet, 2000–2010                                                                          |
| Edwin Barnes                  | 2011              | Igreja da Inglaterra                                                                    | Bispo de Richborough, 1995–2002                                                                        |
| John Charles Broadhurst       | 2011              | Igreja da Inglaterra                                                                    | Bispo de Fulham,1996–2010                                                                              |
| Keith Newton                  | 2011              | Igreja da Inglaterra                                                                    | Bispo de Richborough, 2002–2010                                                                        |
| Robert David Silk             | 2011              | Igreja da Inglaterra Igreja Anglicana da Austrália                                      | Bispo de Ballarat, 1994–2003                                                                           |
| Robert William Stanley Mercer | 2012              | Igreja da Província da África Central Igreja Católica Anglicana do Canadá               | Bispo de Matabeleland (1977–1987) Bispo Metropolitano do Canadá (1988–2005)                            |
| Carl Leonard Reid             | 2012              | Igreja Anglicana do Canadá Igreja Católica Anglicana do Canadá                          | |
| Peter Donald Wilkinson        | 2012              | Igreja Anglicana do Canadá Igreja Católica Anglicana do Canadá                          | |
| Harry Entwistle               | 2012              | Igreja Católica Anglicana na Austrália                                                  | |
| David Lloyd Moyer             | 2014              | Igreja Episcopal Igreja Anglicana na América                                            | |
| Gavin Roy Pelham Ashenden     | 2019              | Igreja da Inglaterra Igreja Episcopal Cristã                                            | Bispo missionário para o Reino Unido e Europa, 2017–2019                                               |
| Jonathan Michael Goodall      | 2021              | Igreja da Inglaterra                                                                    | Bispo de Ebbsfleet, 2013–2021                                                                          |
| Michael James Nazir-Ali       | 2021              | Igreja da Inglaterra Igreja do Paquistão                                                | Bispo de Rochester, 1994–2009 Bispo de Raiwind, 1984–1986                                              |
| John William Goddard          | 2021              | Igreja da Inglaterra                                                                    | Bispo de Burnley, 2000–2014                                                                            |
| Peter Robert Forster          | 2021              | Igreja da Inglaterra                                                                    | Bispo de Chester, 2001–2019                                                                            |
| John Hepworth                 | 2021              | Igreja Católica Anglicana na Austrália                                                  | |
| Richard Pain                  | 2023              | Igreja no País de Gales                                                                 | Bispo de Monmouth, 2013–2019                                                                           |